# 26300 Herbweiss
26300 Herbweiss (tên chỉ định: 1998 ST134) là một tiểu hành tinh vành đai chính. Nó được phát hiện bởi dự án Nghiên cứu tiểu hành tinh gần Trái Đất Lincoln ở Socorro, New Mexico, ngày 16 tháng 9 năm 1998. Nó được đặt theo tên Herb Weiss, an American educator ở Rockville Centre, New York.